# Let 17 Malaysia Airlines
Let 17 družbe Malaysia Airlines (MH17/MAS17) je bil redni potniški let iz Amsterdama v Kuala Lumpur, ki so ga 17. julija 2014 nad vzhodno Ukrajino sestrelile sile pod ruskim nadzorom. Ubitih je bilo vseh 283 potnikov in 15 članov posadke. Stik z letalom, Boeingom 777-200ER, je bil izgubljen približno 50 km od ukrajinsko-ruske meje, razbitine pa so pristale blizu vasi Grabove v Donecki oblasti. Do sestrelitve je prišlo med vojno v Donbasu nad ozemljem, ki so ga nadzorovale sile pod ruskim nadzorom.
Odgovornost za preiskavo je bila dodeljena Nizozemski. Preiskovalne organizacije so leta 2016 poročale, da je potniško letalo sestrelila raketa zemlja-zrak sistema 9K37 Buk, ki je bila izstreljena iz ozemlja pod nadzorom proruskih sil. Sistem Buk je bil last 53. protiletalske raketne brigade Ruske federacije in je bil na dan sestrelitve pripeljan iz Rusije. Po sestrelitvi se je vrnil v Rusijo.
Ugotovitve Nizozemske so bile skladne s predhodnimi trditvami ameriških in nemških obveščevalnih virov ter ukrajinske vlade. Na podlagi zaključkov skupne preiskovalne skupine sta vladi Nizozemske in Avstralije Rusijo spoznali za odgovorno za namestitev sistema Buk. Maja 2018 sta proti njej začeli uveljavljati pravna sredstva. Rusija je vpletenost v sestrelitev zanikala, njena različica dogodkov pa se je skozi čas spreminjala. Poročanje v ruskih medijih se je razlikovalo od poročanja v drugih državah in za prikritje odgovornosti je bila sprožena obsežna dezinformacijska kampanja.
17. novembra 2022 so bili po sojenju v odsotnosti na Nizozemskem za krive umora vseh 298 ljudi na letu MH17 spoznana dva Rusa in en ukrajinski separatist. Sodišče je tudi razsodilo, da je Rusija v času sestrelitve nadzorovala proruske sile, ki so se borile proti Ukrajini.
MH17 je bila druga izguba letala prevoznika Malaysia Airlines v letu 2014 – štiri mesece pred tem je v nesreči izginil let 370. Sestrelitev leta MH17 je najbolj smrtonosna sestrelitev potniškega letala doslej.